# Wybory prezydenckie w Stanach Zjednoczonych w 1824 roku

Mapa wyborcza Stanów Zjednoczonych w 1824 roku. Liczba na mapie określa liczbę przedstawicieli stanu w Kolegium Elektorów

Wybory prezydenckie w USA w 1824 roku – dziesiąte wybory prezydenckie w historii Stanów Zjednoczonych. Na urząd prezydenta wybrano Johna Quincy’ego Adamsa, a wiceprezydentem został John C. Calhoun.

## Kampania wyborcza
Do wyborów w 1824 roku przystąpiła tylko jedna formacja polityczna – Partia Demokratyczno-Republikańska. Była ona jednak mocno podzielona i nie mogła ustalić jednego kandydata na urząd prezydenta. Na pierwszej konwencji 1/3 kongresmanów nominowała Williama Crawforda, protegowanego odchodzącego prezydenta Jamesa Monroego. Kontrkandydatury zgłosiły legislatury stanowe: konwencja Nowej Anglii, odbywająca się w Bostonie wybrała swoim kandydatem dotychczasowego sekretarza stanu, Johna Quincy’ego Adamsa. Legislatura Kentucky wyznaczyła spikera Izby Reprezentantów Henry’ego Claya, natomiast Tennessee – generała Andrew Jacksona. Początkowo legislatura Karoliny Południowej wystawiła także kandydaturę Johna Calhouna, jednakże ten postanowił ubiegać się o urząd wiceprezydenta, widząc że stracił swój elektorat na rzecz Jacksona.

## Kandydaci

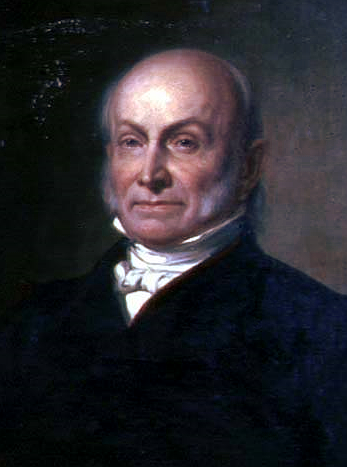
John Quincy Adams
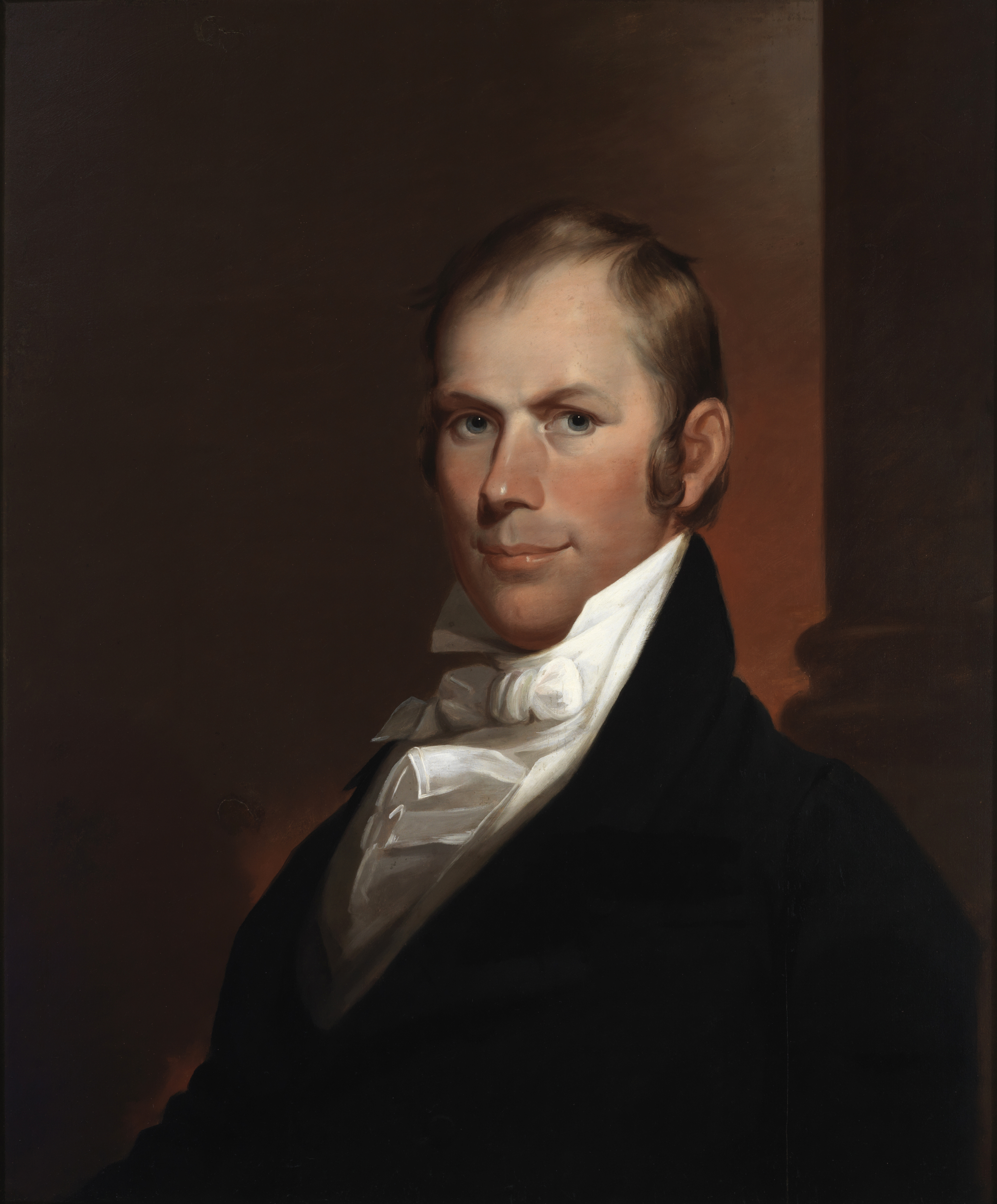
Henry Clay
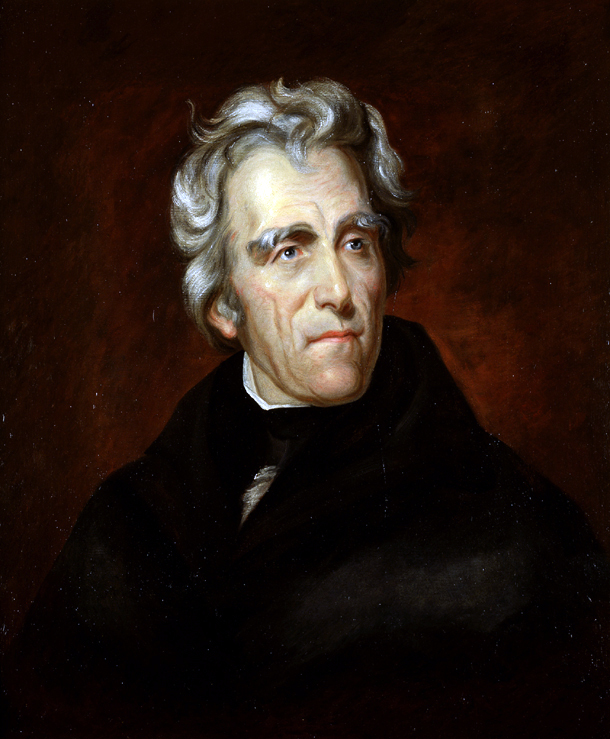
Andrew Jackson
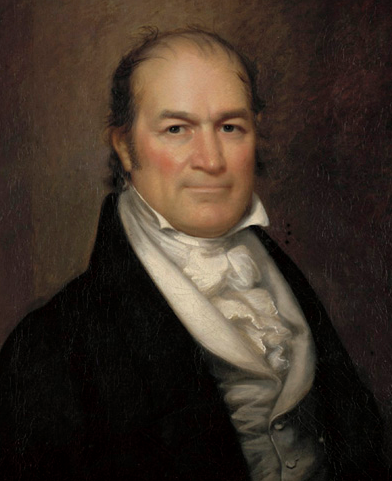
William Crawford
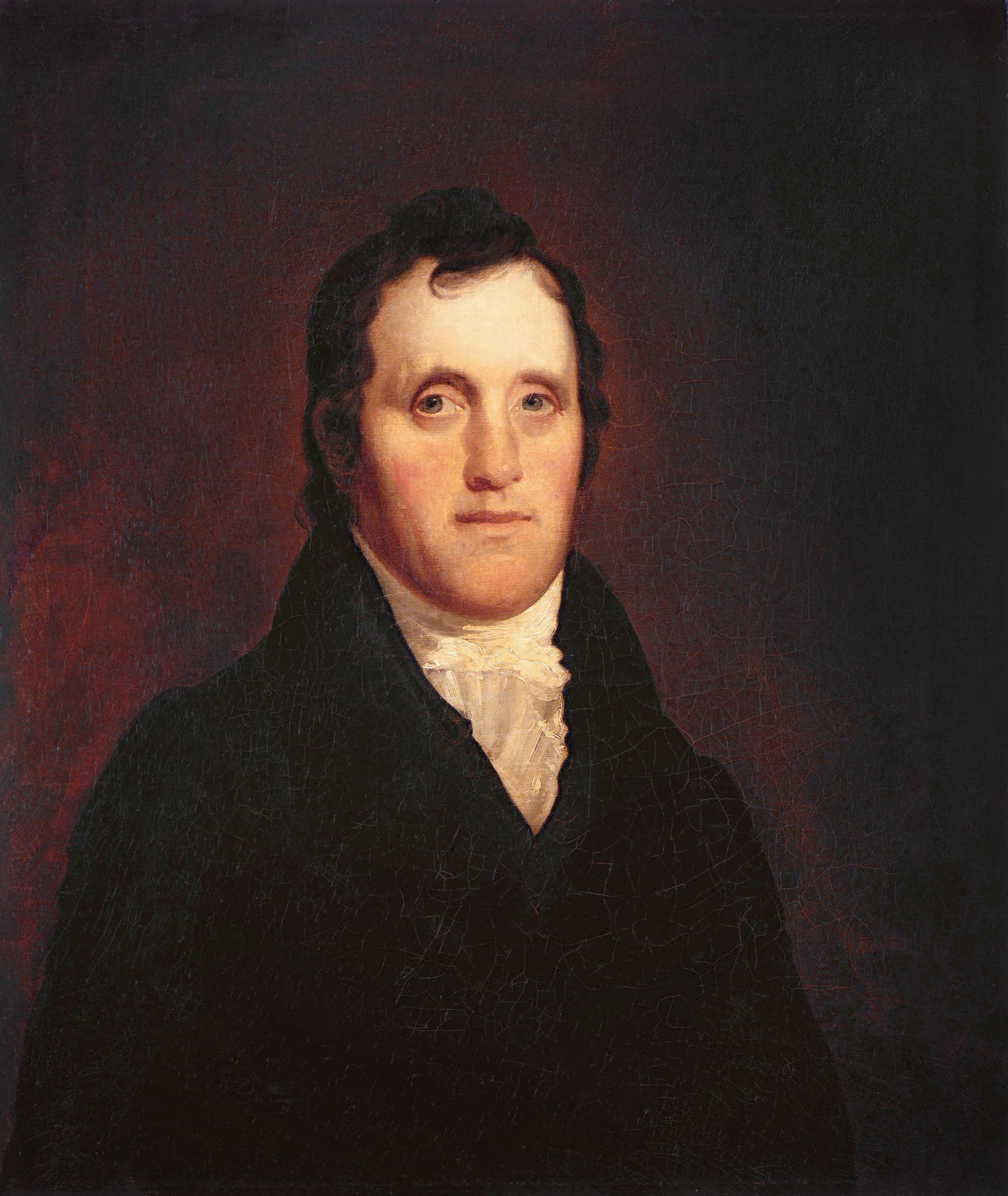
Daniel Tompkins
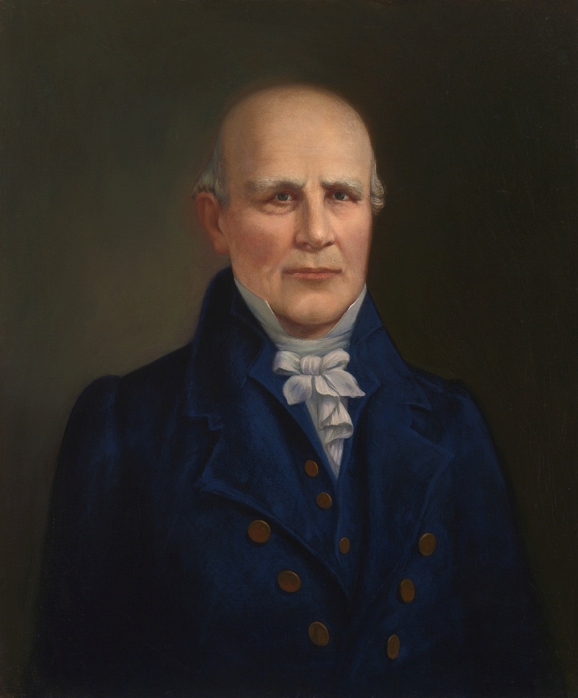
Nathaniel Macon
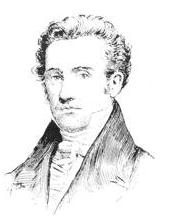
Nathan Sanford

## Wyniki głosowania
Głosowanie powszechne odbyło się pomiędzy 29 października a 11 listopada 1824 i wzięło w nim udział 365 tys. osób. Frekwencja wyniosła 26,9%. Najwięcej głosów uzyskał Andrew Jackson – 150 tys. (41,3%), drugie miejsce zajął John Quincy Adams, który uzyskał 116 tys. (32%) głosów. Dalsze miejsca zajęli Henry Clay 47,5 tys. (13%) i William Crafword 41 tys. (11%). Ponadto oddano ok. 9000 głosów na innych kandydatów. Stało się jasne, że przy takim podziale i rozkładzie głosów, żaden z kandydatów nie uzyska wymaganej większości. W głosowaniu Kolegium Elektorów Jackson uzyskał 99 głosów, przy wymaganej większości 131. Drugie miejsce zajął John Quincy Adams z 84 głosami. William Crawford otrzymał 41, a Henry Clay 31 głosów. Ponieważ żaden z kandydatów nie otrzymał wymaganej większości głosów, zgodnie z 12. poprawką do Konstytucji, decyzja wyboru przeszła na Izbę Reprezentantów, która 9 lutego 1825 wybierała spośród trzech kandydatur z najwyższym wynikiem (głosując stanami). Crawford doznał udaru, co spowodowało, że stracił szanse na prezydenturę, dlatego też dwaj główni pretendenci zaczęli zabiegać o głosy Henry’ego Claya. Clay postanowił „oddać” swoje głosy na rzecz Adamsa, który po wygranych wyborach mianował go sekretarzem stanu (było to podstawą to wielu oskarżeń o korupcję polityczną pod adresem Adamsa). Adams otrzymał głosy 13 stanów, natomiast Jackson 7. Cztery stany zagłosowały na Crawforda. Zwycięzcą wyborów wiceprezydenckich został John Calhoun, który w Kolegium Elektorskim uzyskał 182 głosy. Dalsze miejsca zajęli Nathan Sanford (30 głosów), Nathaniel Macon (24 głosy), Andrew Jackson (13 głosów), Martin Van Buren (9 głosów) i Henry Clay (2 głosy).
Konsekwencją takich wyborów był rozpad Partii Demokratyczno-Republikańskiej na stronnictwo Adamsa-Claya (Narodowa Partia Republikańska) i stronnictwo Jacksona-Calhouna-Van Burena (Demokratyczna Partia Republikańska). Ukształtowało to stały element dwupartyjności amerykańskiej polityki.
| Kandydat na prezydenta | Partia                             | Głosowanie powszechne | Głosowanie powszechne | Kolegium Elektorów | Izba Reprezentantów |
| Kandydat na prezydenta | Partia                             | Głosy                 | Procent               | Kolegium Elektorów | Izba Reprezentantów |
| ---------------------- | ---------------------------------- | --------------------- | --------------------- | ------------------ | ------------------- |
| John Quincy Adams      | Partia Demokratyczno-Republikańska | 116 296               | 32,0%                 | 84                 | 13                  |
| Andrew Jackson         | Partia Demokratyczno-Republikańska | 150 385               | 41,3%                 | 99                 | 7                   |
| Henry Clay             | Partia Demokratyczno-Republikańska | 47 532                | 13,0%                 | 37                 | 0                   |
| William H. Crawford    | Partia Demokratyczno-Republikańska | 40 900                | 11,2%                 | 41                 | 4                   |
| Łącznie                | Łącznie                            | Łącznie               | Łącznie               | 261                | 24                  |

| Kandydat na wiceprezydenta | Partia                             | Kolegium Elektorów |
| -------------------------- | ---------------------------------- | ------------------ |
| John C. Calhoun            | Partia Demokratyczno-Republikańska | 182                |
| Nathan Sanford             | Partia Demokratyczno-Republikańska | 30                 |
| Nathaniel Macon            | Partia Demokratyczno-Republikańska | 24                 |
| Andrew Jackson             | Partia Demokratyczno-Republikańska | 13                 |
| Martin Van Buren           | Partia Demokratyczno-Republikańska | 9                  |
| Henry Clay                 | Partia Demokratyczno-Republikańska | 2                  |
| Łącznie                    | Łącznie                            | 261                |